# براندي ريد
براندي ريد (بالإنجليزية: Brandy Reed)‏ مواليد 17 فبراير 1977، هي لاعبة كرة سلة أمريكية سابقة. بدأت مسيرتها الاحترافية في سنة 1998. تم اختيارها من قبل فريق فينيكس ميركوري خلال الدرافت. يبلغ طولها 6 قدم 1 بوصة (1.9 م). اعتزلت اللعب في 2002.

## المسيرة الاحترافية
لعبت مع فينيكس ميركوري في سنة 1998، ثم لعبت مع مينيسوتا لينكس في سنة 1999، ثم لعبت مع فينيكس ميركوري من سنة 2000 إلى 2002.

## روابط خارجية
- براندي ريد على موقع الاتحاد الوطني لكرة السلة النسائية (الإنجليزية)
- براندي ريد على موقع كرة السلة الأوروبية.كوم (الإنجليزية)
- براندي ريد على موقع كلية كرة السلة في سبورتس رفرنس.كوم (الإنجليزية)
- براندي ريد على موقع كلية كرة السلة في سبورتس رفرنس.كوم (الإنجليزية)
- براندي ريد على موقع بروبوليرز (الإنجليزية)
- براندي ريد على موقع سبورتس رفرنس (الإنجليزية)